# Patania batrachina
Patania batrachina là một loài bướm đêm trong họ Crambidae.